# Ádendro
Ádendro, en grec moderne : Άδενδρο, est un village du dème de Chalkidóna, district régional de Thessalonique, en Macédoine-Centrale, Grèce.
Selon le recensement de 2011, la population du village s'élève à 2 079 habitants.